# Philip Chetwode, 1. Baron Chetwode

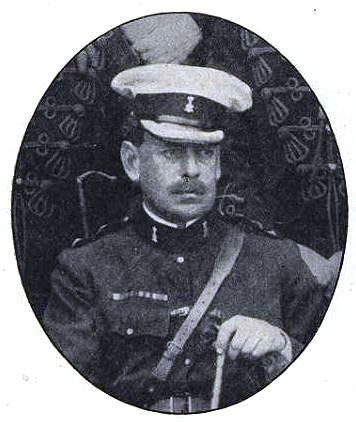
Sir Philip Chetwode, 7. Baronet, um 1930

Philip Walhouse Chetwode, 1. Baron Chetwode, GCB, OM, GCSI, KCMG, DSO, GCStJ (* 21. September 1869 in Westminster, London; † 6. Juli 1950 in Marylebone, London) war ein britischer Kavallerieoffizier und General während des Ersten Weltkrieges, der bei der Eroberung Jerusalems 1917 eine wichtige Rolle spielte. Er war von 1930 bis 1935 britischer Oberbefehlshaber in Indien.

## Leben
Philip Chetwode war der älteste Sohn des Sir George Chetwode, 6. Baronet (1823–1905) aus dessen Ehe mit Alice Jane Bass. 1905 erbte er von seinem Vater dessen 1700 geschaffene Würde eines Baronet, of Oakley in the County of Buckingham. Er besuchte das Eton College und trat 1889 als Offizier der 19th Hussars in die British Army ein und wurde dort wegen seiner aristokratischen Abstammung und seines entsprechenden Auftretens „The Bart“, eine im Schriftverkehr oft verwandte Abkürzung für Baronet, genannt. Mit seiner langen Zigarettenspitze aus Bernstein und seiner gedehnten nasalen Sprechweise verkörperte er wie kein anderer das Bild des aristokratischen britischen Kolonialoffiziers. Trotzdem war er ein ernstzunehmender und erfolgreicher Truppenführer, der im Nahen Osten wichtige Erfolge für das Empire erzielte.
Nach den üblichen Kolonialverwendungen diente Chetwode im Burenkrieg (1899–1902) und führte im Ersten Weltkrieg als Brigadier-General die 5. Kavalleriebrigade und seit 15. Juli 1915 als Major-General die 2. Kavalleriedivision (bis November 1916) in Frankreich und Belgien. Im März 1917 wurde er als Kommandeur der Kavallerie (Mounted Desert Column) zur Egyptian Expeditionary Force nach Palästina versetzt, wo zu dieser Zeit Sir Archibald Murray Oberbefehlshaber und Sir Charles Dobell dessen Stellvertreter war.
Mit der Mounted Desert Column nahm Chetwode an der ersten Schlacht um Gaza (26.–28. März 1917) teil, die zu einem Fehlschlag wurde, da Dobell die Kavallerie kurz vor dem entscheidenden Durchbruch zurückrief. Auch der zweite Angriff auf Gaza (17.–19. April) endete erfolglos, woraufhin Chetwode Dobells Posten übernahm und Murray durch Edmund Allenby ersetzt wurde.
Im August 1917 erhielt Chetwode den Befehl über das XX. Korps, das er mit Erfolg in der dritten Schlacht um Gaza führte. Er leitete im Dezember 1917 den Hauptangriff auf Jerusalem, das er innerhalb eines Tages einnahm. Im folgenden Jahr führte er sein Korps in der Schlacht von Megiddo.
Nach dem Krieg wurde Chetwode Military Secretary im Kriegsministerium (1919–1920), Stellvertretender Chef des Imperialen Generalstabes (1920–1922), Generaladjutant (Adjutant-General to the Forces; 1922–1923), Oberbefehlshaber der Garnison Aldershot (1923–1927), von 1928 bis 1930 zunächst Generalstabschef der British Indian Army und seit 1930 Oberbefehlshaber in Indien. 1926 zum General und 1933 zum Field Marshal ernannt, schied er 1935 aus dem aktiven Dienst aus. 1923 versteckte er Thomas Edward Lawrence in der Luftwaffe, um ihn vor der Presse zu schützen.
Chetwode war von 1940 bis 1947 Vorsitzender der British Red Cross Society und von 1943 bis 1948 Konstabler des Tower. Am 10. Juli 1945 wurde er als Baron Chetwode, of Chetwode in the County of Buckingham, zum erblichen Peer erhoben, womit ein Sitz im House of Lords verbunden war.
Lord Chetwode starb am 6. Juli 1950.
Aus seiner 1899 geschlossenen Ehe mit Alice Hester Camilla Stapleton-Cotton (1871–1946), Enkelin des 2. Viscount Combermere und des 2. Baron Methuen, hatte er zwei Kinder:
- Roger Charles George Chetwode (1906–1940), Captain der Royal Artillery, ⚭ 1936 Hon. Molly Patricia Berry, Tochter des 1. Viscount Camrose;
- Hon. Penelope Valentine Hester Chetwode (* 1910) ⚭ 1933 Sir John Betjeman.

Da sein einziger Sohn Roger bereits 1940 gestorben war, erbte dessen älterer Sohn Philip Chetwode (* 1937) seine Adelstitel als 2. Baron Chetwode.